# Alleanza Democratica Civica
Alleanza Democratica Civica (in ceco: Občanská demokratická aliance - ODA) è un partito politico ceco di orientamento liberal-conservatore fondato nel 1989.
Si affermò sulla base del Movimento per le Libertà Civili (Hnutí za občanskou svobodu), organizzazione nata nel 1988 su iniziativa di Pavel Bratinka e di Daniel Kroupa. Nel corso della rivoluzione di velluto collaborò con Forum Civico, la formazione guidata da Václav Havel che riuniva le forze di opposizione al regime comunista.
Dissoltosi nel 2007, il partito si è ricostituito nel 2016.

## Risultati
| Elezione                                                      | Voti    | %    | Seggi    |
| ------------------------------------------------------------- | ------- | ---- | -------- |
| Parlamentari 1992                                             | 383.705 | 5,93 | 14 / 200 |
| Parlamentari 1996                                             | 385.369 | 6,36 | 13 / 200 |
| Parlamentari 1998                                             | N.D.    | N.D. | N.D.     |
| Parlamentari 2002                                             | 24.278  | 0,51 | 0 / 200  |
| Europee 2004 a                                                | 39.655  | 1,70 | 0 / 24   |
| Parlamentari 2017                                             | 8.030   | 0,15 | 0 / 200  |
| a Nell'Unione dei Liberal Democratici (con US-DEU, CZ e LiRA) |         |      |          |